# Schoonbeton
In de Nederlandse bouwwereld wordt de term schoonbeton gebruikt voor betonoppervlakken waaraan architectonische en dus esthetische eisen worden gesteld. Schoonbeton gaat over de fraaiheid of schoonheid van betonconstructies in gevels, bij interieurs of bij bruggen of civiele constructies. In Duitsland gebruikt men de term Sichtbeton, in België architectonisch beton en in Engeland Architectural Concrete.
Schoonbeton wordt in hoofdzaak bepaald door de structuur en de kleur van het oppervlak, de beton/mortelsamenstelling en de eventuele bewerking(en) die na verharding op het oppervlak worden toegepast. Beton is een constructief bouwmateriaal met een eigen aard, veelzijdig en daarom soms tegenstrijdig omdat schoonbeton een afbouwmateriaal is dat in de ruwbouwfase van de bouw wordt gerealiseerd. 
Betonconstructies kunnen worden gerealiseerd door deze op de bouwplaats 'ter plaatse te storten' in een mal of bekisting, maar kunnen ook in een fabriek worden geproduceerd. De geprefabriceerde elementen kunnen dan naar de bouwplaats worden getransporteerd en worden gemonteerd. De productiewijze geprefabriceerd of 'ter plaatse gestort'  heeft grote invloed op de uiteindelijke eigenschappen van het schoonbeton.
Het is niet eenvoudig om de esthetische kwaliteiten te specificeren. De opdrachtgever en de architect van het bouwwerk stellen hun (schoonbeton)wensen samen aan de hand van referenties of nieuwe inspiraties. Deze moeten worden gespecificeerd (bestek, contract) om voor de aannemer van het bouwwerk de juiste opdracht te formuleren. 
Om de esthetische kwaliteit van betonoppervlakken te specificeren, uit te voeren en te beoordelen is in Nederland de richtlijn CUR Aanbeveling nr. 100 Schoonbeton (2013) - beschikbaar. In deze richtlijn zijn betonoppervlakteklassen gedefinieerd. Door bij de start van het bouwwerk een klasse (A, B of C) te specificeren is er duidelijkheid over de esthetische eisen. 

## Publicaties
- BeeldSchoonBeton. Enci Media  (2005). ISBN 90-71806612
- Casa's en villa's in schoonbeton. Tektoniek (2020)
- Schoonbeton Verschijningsvormen en Keuringscriteria (1990). ISBN 90-71806-11-1 CIP
- CUR Aanbeveling nr. 100 Schoonbeton (2013).  Uitgave CUR CROW Ede
- Bruut. Atlas van het Brutalisme in Nederland (2023). ISBN 978-94-625-8537-9
- Betonhuis; Samenwerken aan schoonbeton, het Model Werkplan Schoonbeton

Uit tijdschriften
- Betoniek; Kan (schoon)beton mooi verouderen?
- Cement; Schoonbeton of betonarchitectuur
- Betoniek; Zo mooi kan donker beton zijn